# Бреча
Бреча (енгл. Breccia, фр. Brèche, рус. Брекчия) је стена изграђена од незаобљених одломака величине преко 2mm истоврсних или различитих стена, повезаних неким матриксом. Брече припадају групи кластичних стена, подгрупи псефита, а настају везивањем или цементацијом дробине неким природним везивом(карбонатно, силицијско и др.). Име је добила по латинској речи breccia – ломљени камен.

## Састав
Бреча се састоји од незаобљених фрагмената једне или више врста стена и везивне супстанце. Величина фрагмената и однос количине фрагмената према везивној маси су различити. Пошто је основни материјал из кога брече настају некласиран по крупноћи (дробина), то су фрагменти брече обично врло различитих димензија. 
У бречама се, осим фрагмената стена, налазе и фрагменти скелета и љуштура организама, а неке брече су састављене искључиво од таквих фрагмената. То су најчешће љуштуре шкољака или фрагменти костију. Такве брече, у којима преовлађују органски фрагменти, називају се лумакелама. 

## Подела
Према начину постанка, односно према геолошком процесу који доводи до фрагментирања, брече делимо на:
- падинске – када су настале од падинског (сипарског) материјала;
- обалске – настале у приобалским регионима мора или језера услед разорног дејства таласа;
- тектонске – настале дробљењем материјала фрагментираног на раседним површима;
- вулканске – настале везивањем грубозрног незаобљеног вулканокластичног материјала;
- контактне – настале ломљењем околних стена или периферних партија плутона и потом захватаних магмом код разних врста интрузија.

Подела бреча врши се и на основу састава фрагмената, на: кречњачке, доломитске, мермерне, серпентинске, хетерогене, итд. Као и код дробине, и овде преовлађује хомогени материјал, јер фрагменти од којих је бреча настала нису дуго транспортовани.
Цемент у бречама може бити врло различит. Или је доведен споља или је настао растварањем материјала саме дробине. Обично је цемент истог састава као и сама бреча, али се среће и цемент другачијег састава.
Према начину појављивања, за брече се може рећи да су у највећем броју случајева неслојевите стене. Обично су масивне текстуре, јер нису стваране у воденој средини, него најчешће на копну. 
Брече имају разноврсну примену у грађевинарству, нарочито за декоративне сврхе.